# 朱可夫元帅雕像

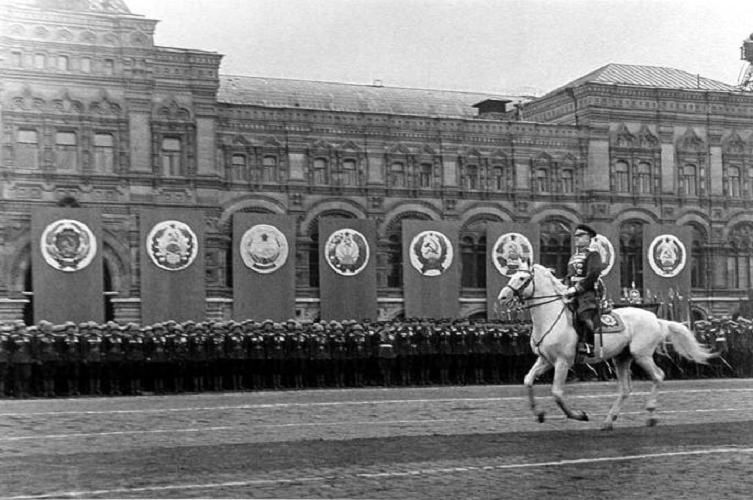
1945年紅場閱兵上的朱可夫

朱可夫元帅雕像，位於俄羅斯莫斯科國家歷史博物館的前方，是蘇聯元帥格奧爾基·康斯坦丁諾維奇·朱可夫的雕像。朱可夫被譽為蘇聯在第二次世界大戰的戰爭英雄，俄羅斯政府在1991年確立此地位，並在1993年決定為他建立雕像，直至1995年完工。

## 背景及歷史
蘇聯元帅格奧爾基·康斯坦丁諾維奇·朱可夫是蘇聯在第二次世界大戰蘇德戰爭的重要軍事人物之一，他領導蘇聯戰勝納粹德國，被譽為戰爭英雄；但是，他在1957年遭到蘇聯領導人赫魯曉夫革職，被指控「信仰波拿巴主義」和「不忠於共產主義事業」，戰爭英雄的美譽受褫奪，後在1974年逝世。自1985年蘇聯電影《莫斯科保衛戰》敘述了朱可夫在戰爭的角色後，蘇聯社會開始出現了為他恢復名譽的主張。最終，1991年蘇聯解體後，俄羅斯政府確立朱可夫為戰爭英雄。
1993年，俄羅斯政府決定為朱可夫建立雕像，以紀念衛國戰爭勝利50周年。雕塑家維亞切斯拉夫·克雷科夫負責設計朱可夫雕像，他過往也曾為多位俄羅斯歷史人物設計雕像。
俄羅斯總統鮑利斯·葉利欽起初同意把朱可夫雕像設於紅場，但在1994年重新考慮雕像的選址，並決定把雕像設於紅場和馴馬場廣場之間俄羅斯國家歷史博物館前方位置。如果雕像選址更改至該處的話，朱可夫雕像在日間大多數時間都會處於國家歷史博物館的陰影下；因此，克雷科夫不滿葉利欽的做法，並指責該選址把雕像破壞了，而有報章亦批評政府未能為朱可夫建立名譽。不過，朱可夫雕像最終仍建在國家歷史博物館前方。雕像在1995年落成時，由於馴馬場廣場當時正進行鐵路擴展工程，有大量工程物料和器材堆放於雕像不遠處。
1995年5月8日，朱可夫元帅雕像開幕，葉利欽出席了開幕儀式。此後，俄罗斯领导人、衛國戰爭老兵和公眾均會在勝利日向朱可夫雕像献花。雕像被視為蘇聯二战胜利的標誌、俄羅斯民族英雄形象的象征。

## 造型
朱可夫元帅雕像共重20噸，用青銅打造而成，設於寫有朱可夫生平的花崗石底座上。雕像以1945年紅場閱兵上騎馬檢閱軍隊的朱可夫為原型；他戎装在身，騎着名為庫米爾的坐騎，仪态威严。

## 圖庫

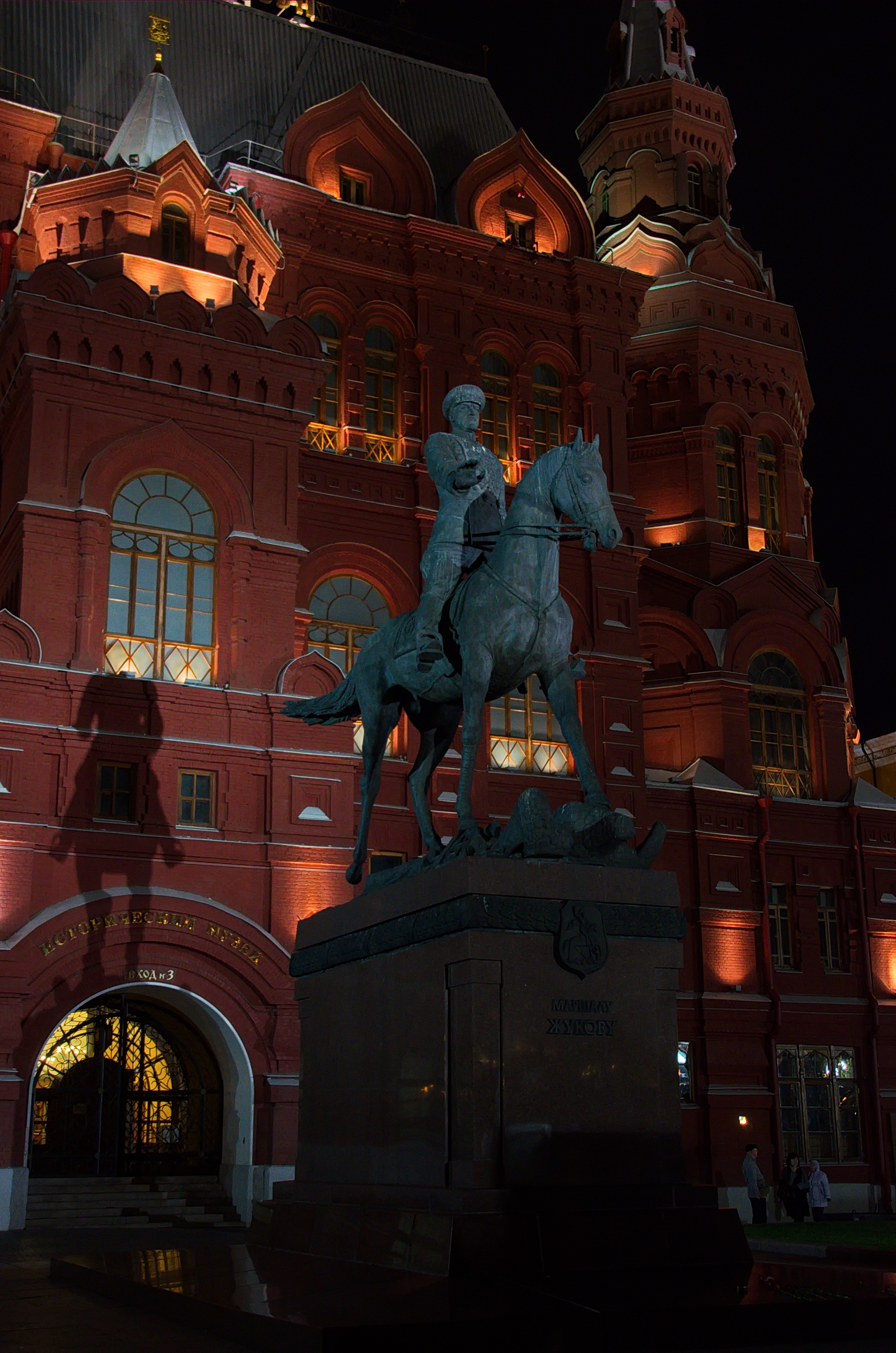
夜景下的雕像
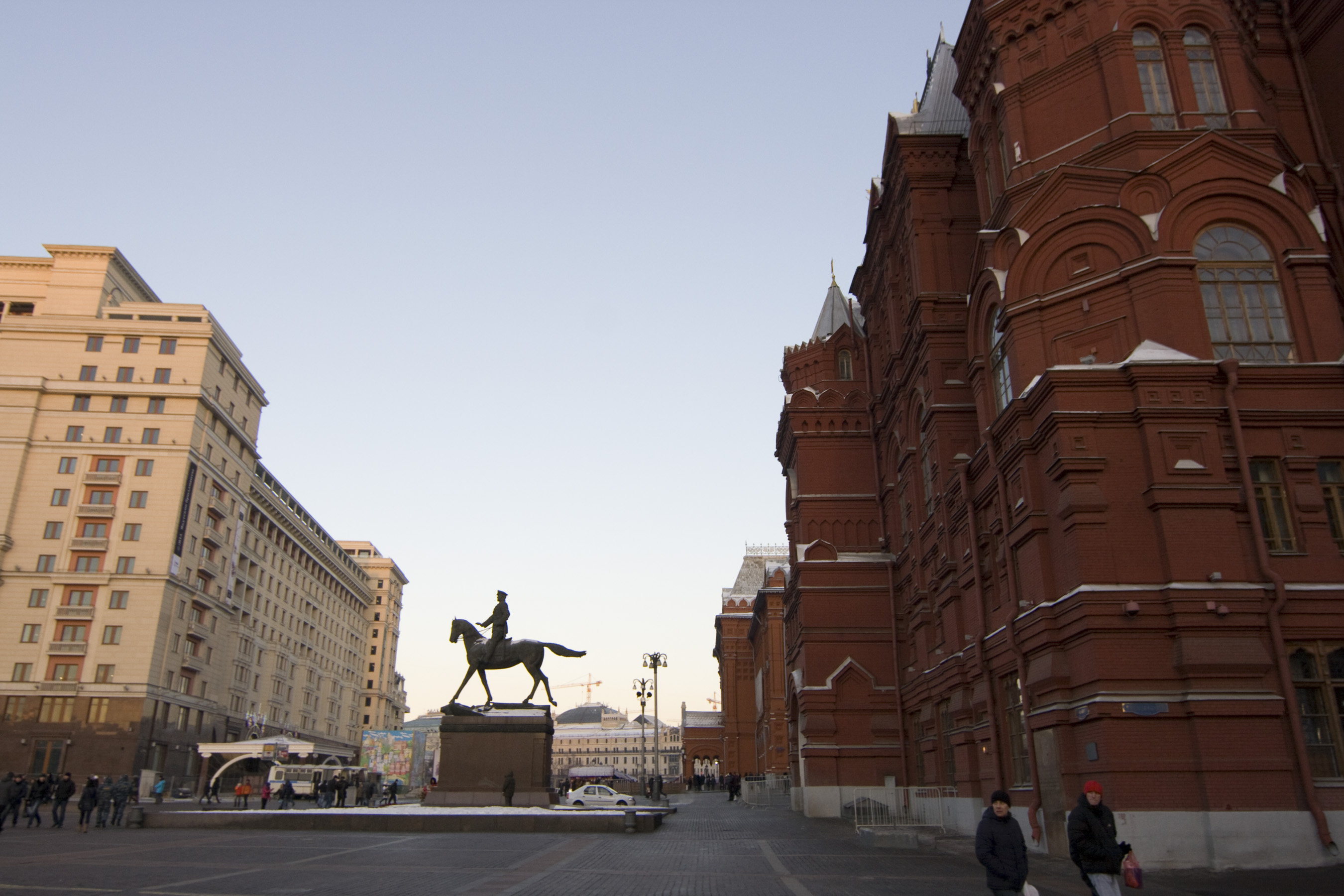
雕像遠觀